# Mimas (gigant)
Mimas (gr. Μίμας Mímas, łac. Mimas) – w mitologii greckiej jeden z gigantów.
Uchodził za syna Uranosa i Gai. Brał udział w gigantomachii. Został zabity, według jednej z wersji, przez Zeusa, który raził go gromem. Według drugiej wersji miał go zabić Hefajstos, który rzucił w niego metalowymi pociskami rozpalonymi w ogniu.
Imieniem giganta został nazwany księżyc Saturna – Mimas.